# 필립 필립스
필립 필립스(Phillip Phillips, 1990년 9월 20일 ~ )는 미국의 가수로, 《아메리칸 아이돌 시즌 11》의 우승자이다.